# Clionella bornii
Clionella bornii é uma espécie de gastrópode do gênero Clionella, pertencente a família Clavatulidae.